# Sint-Stephanuskerk (Nijmegen)
De Sint-Stephanuskerk is een voormalige rooms-katholieke kerk aan de Berg en Dalseweg in Nijmegen-Oost. De kerk is gewijd aan Stefanus, martelaar en patroonheilige van Nijmegen. Voor de kerk staat sinds 1951 een bronzen standbeeld van de heilige Stefanus, gemaakt door Albert Termote. 
Het gebouw in neo-Byzantijnse stijl werd door Pierre Cuypers jr. ontworpen. De bouw begon in 1922 en de inwijding vond plaats op 19 november 1923. De kerk heeft een grote twaalfhoekige vieringkoepel. De façade heeft twee torens.
In het interieur bevinden zich in de apsis, het Maria-altaar en het Joseph-altaar mozaïeken van de kunstenaar Joan Collette, die ook de gebrandschilderde glas-in-loodramen vervaardigde. De oorspronkelijke ramen van Joep Nicolas gingen verloren bij een granaatinslag in de Tweede Wereldoorlog. Ook de kruisweg is van Joan Collette. Deze werd in 1992 vanuit de gesloopte kapel van het Canisiusziekenhuis te Nijmegen naar de Stephanuskerk overgebracht. De werken van Collette in deze kerk zijn beschermd als gemeentelijk monument.
De Stephanusparochie fuseerde in 1993 met de Christus Koningparochie. De Christus Koningkerk werd gesloopt; de marmeren doopvont en enkele terracotta beelden van Jac Maris werden naar de Stephanuskerk overgeplaatst. 
Op 30 december 2007 werd de laatste eucharistieviering in de Stephanuskerk gehouden. De parochie Stephanus-Christus Koning fuseerde met de Dominicusparochie tot de Effataparochie, die haar diensten houdt in de Dominicuskerk.
De Effataparochie heeft twee kunststenen beelden, voorstellende Gerardus Majella en Antonius, in bruikleen gegeven aan het Ateliermuseum Jac Maris te Heumen. Een terracottabeeld van Petrus Canisius is geschonken aan de jezuïeten van klooster Berchmanianum. 
Sinds 2017 is er in de verbouwde kerk een ingenieursbureau gevestigd.